# Nagornaja

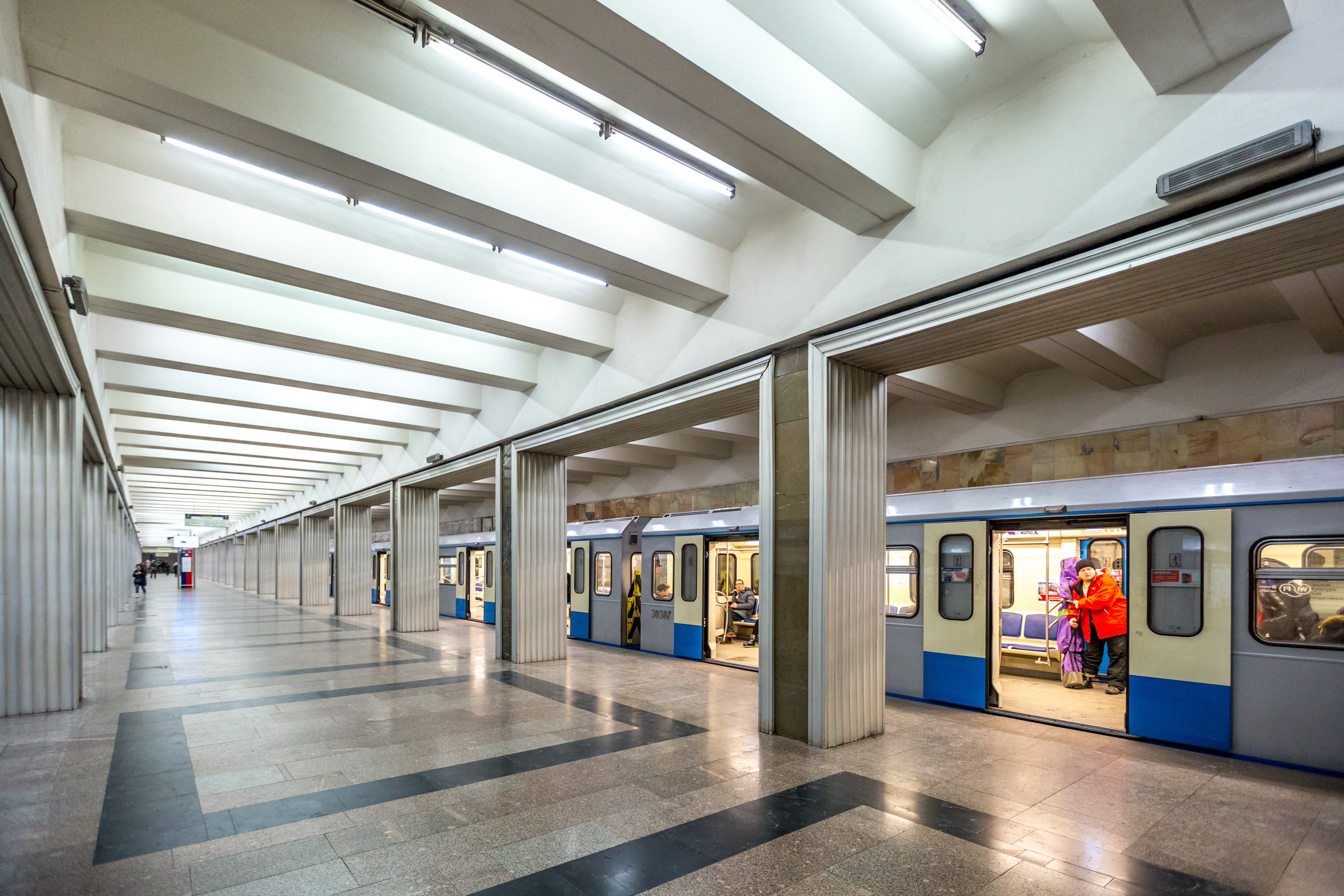
Bahnsteig Nagornaja (2015)

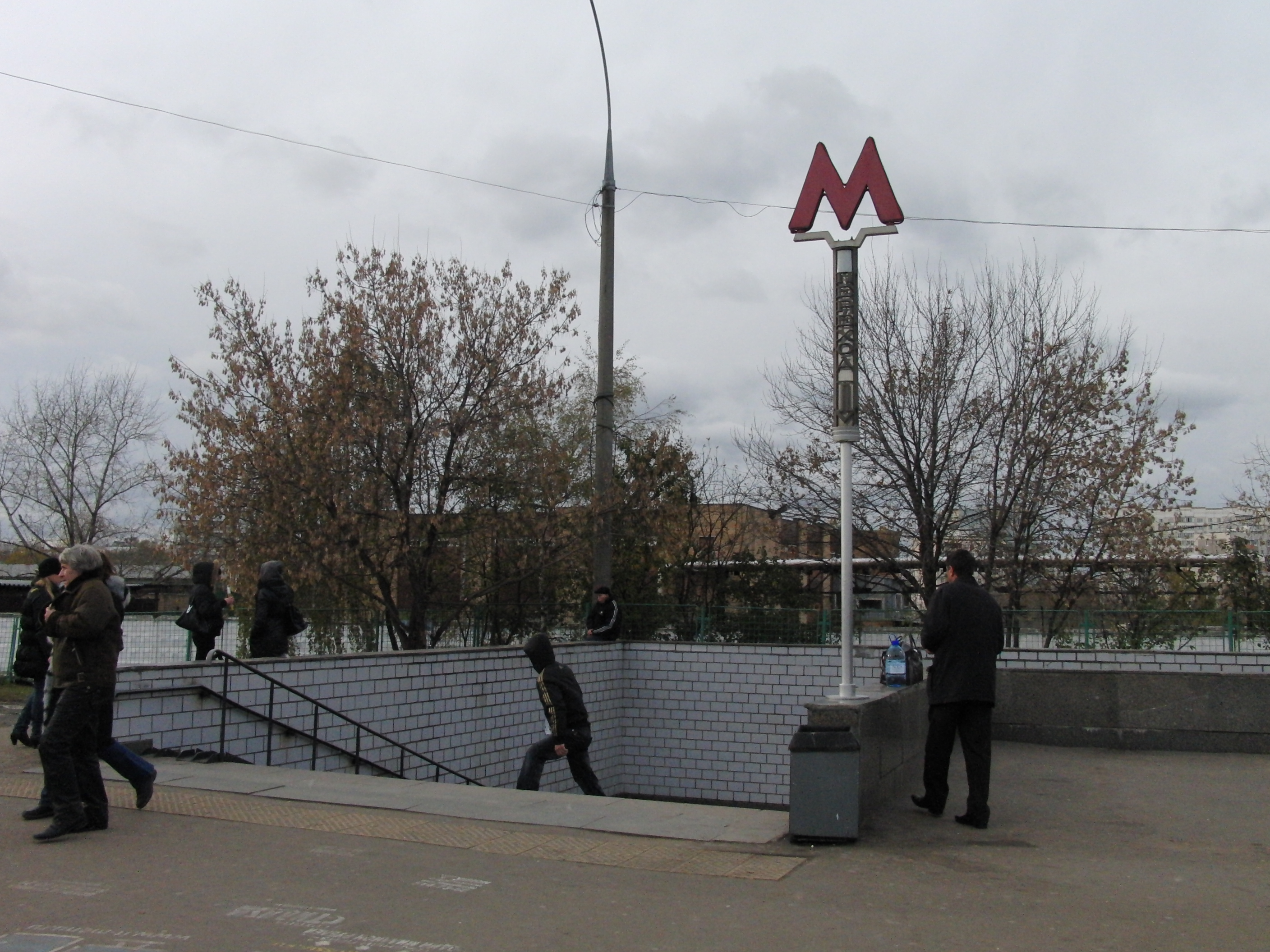
Einer der Eingänge

Nagornaja (russisch Нагорная; Ausspracheⓘ) ist ein U-Bahnhof der in Nord-Süd-Richtung quer durch die Stadt verlaufenden Serpuchowsko-Timirjasewskaja-Linie (Linie 9) der Metro Moskau. Er wurde am 8. November 1983 eröffnet.

## Lage
Der Bahnhof liegt im südlichen Verwaltungsbezirk der Stadt und bindet den Westen des Stadtteils Nagorny an das Metronetz an. In dem durch Hochhaussiedlungen geprägten Stadtteil leben rund 80.000 Einwohner.
Die Station liegt am Elektrolitny Projesd, einer rund 1,6 Kilometer langen Straße, die das Zentrum von Nagorny mit der Warschawskoje Schosse (Warschauer Chaussee) verbindet, einer Ausfallstraße, die südlich aus Moskau herausführt und als M2 weiter in Richtung ukrainischer Grenze verläuft.
Am Elektrolitny Projesd befindet sich vor dem Bahnhof eine Bushaltestelle.

## Gestaltung
Die Wände der Station sind mit Marmor verkleidet. Die Decke wird von 26 Säulen in zwei Reihen getragen, die in einem Abstand von 6,5 Metern stehen. Die Säulen sind mit Marmor und eloxiertem Aluminium verkleidet.